# فرانك نيلسون
فرانك نيلسون (بالإنجليزية: Frank Nelson)‏ هو سياسي بريطاني (وحمل سابقاً جنسية المملكة المتحدة لبريطانيا العظمى وأيرلندا)، ولد في 1883، وتوفي في 11 أغسطس 1966. حزبياً، نشط في حزب المحافظين. في الانتخابات العامة في المملكة المتحدة 1924 ‏، انتخب عضو برلمان المملكة المتحدة الـ34 عن دائرة Stroud ‏ (29 أكتوبر 1924 – 10 مايو 1929) وفي الانتخابات العامة في المملكة المتحدة 1929 ‏، انتخب عضو برلمان المملكة المتحدة الـ35 عن دائرة Stroud ‏ (30 مايو 1929 – 1 مايو 1931).
كان نيسلون مع اندلاع الحرب العالمية الثانية قنصلًا في بازل بسويسرا ولكن مع اجتياح ألمانيا النازية للأراضي الفرنسية عام 1940 حيث قاده إلى ريتشارد أرنولد بيكر إلى فم جرندة حيث اصطحبهم الناريفا إلى لندن حتى يتسلم رئاسة منظمة تنفيذ العمليات الخاصة.